# Burg Altleiningen
Altleiningen ist die Ruine einer Höhenburg im nordöstlichen Pfälzerwald, von der Teile erhalten sind, während andere neu ergänzt wurden. Sie liegt auf der Gemarkung der Ortsgemeinde Altleiningen im Landkreis Bad Dürkheim (Rheinland-Pfalz) und ist eine der drei Burgen am oberen Eckbach, die aus der Frühzeit des fränkischen Adelsgeschlechts der Leininger stammen. Die beiden anderen sind Neuleiningen und Battenberg.
Die Burg Altleiningen ist nach der Haager Konvention als geschütztes Kulturgut eingestuft. Die Denkmalbehörde führt die Anlage als Denkmalzone.

## Geographische Lage
Während die Gemeinde Altleiningen sich auf einer Höhe von rund 230 m ü. NHN im Tal längs des Eckbachs erstreckt, wurde die landschaftsprägende Höhenburg über dem linken Eckbachufer auf dem Ostsporn des 340 m hohen Ameisers in 283 m Höhe erbaut. Zu Füßen der Burg mündet aus dem Amseltal der Rothbach von links in den Eckbach.

## Geschichte

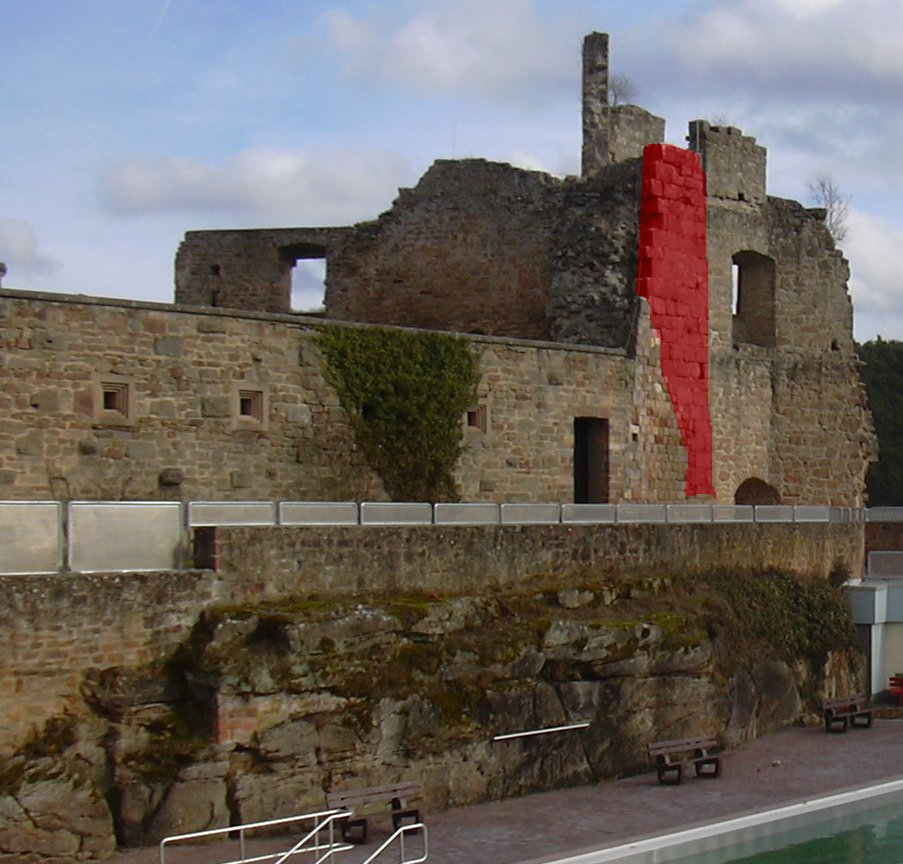
Staufischer Schildmauerrest (auf dem Foto rot eingefärbt)

Der Name leitet sich – wie bei der 5 km nordöstlich gelegenen jüngeren Schwesterburg Neuleiningen – vom fränkischen Adelsgeschlecht der Leininger ab, denen vormals das Leiningerland gehörte. Zum Namenswechsel von Leiningen zu Altleiningen kam es, als nach einem Erbgang die erwähnte neue Burg gebaut wurde.
Die mächtige Bergfestung ist auf Felsen gebaut und wurde vermutlich durch die Leiningergrafen Emich I. und seinen Sohn Emich II. etwa im Zeitraum 1100 bis 1110 errichtet, damals unter dem Namen Burg Leiningen. Die ganze Burganlage bildete, der Form des Bergsporns folgend, vom Grundriss her ein Dreieck. Von dem ursprünglichen Bau künden noch einige Mauerreste auf der Westseite. Die Vorburg war von einem eigenen Graben umgeben und durch einen in Felsen gehauenen Hauptgraben, über den eine Zugbrücke führte, von der eigentlichen Burg getrennt.
2 km südlich der Burg gründete Emich II. um 1120 das Kloster Höningen.
Im Bauernaufstand des Jahres 1525 erfolgte die erste Zerstörung der Burg. Die heutige Anlage basiert auf dem Wiederaufbau im Renaissancestil ab 1528 durch die Leininger Grafen Cuno II., Philipp I., Ludwig und Johann Casimir. Für die Wiederinstandsetzung mussten die Bauern der Umgebung Frondienste leisten.

Historische Bilder
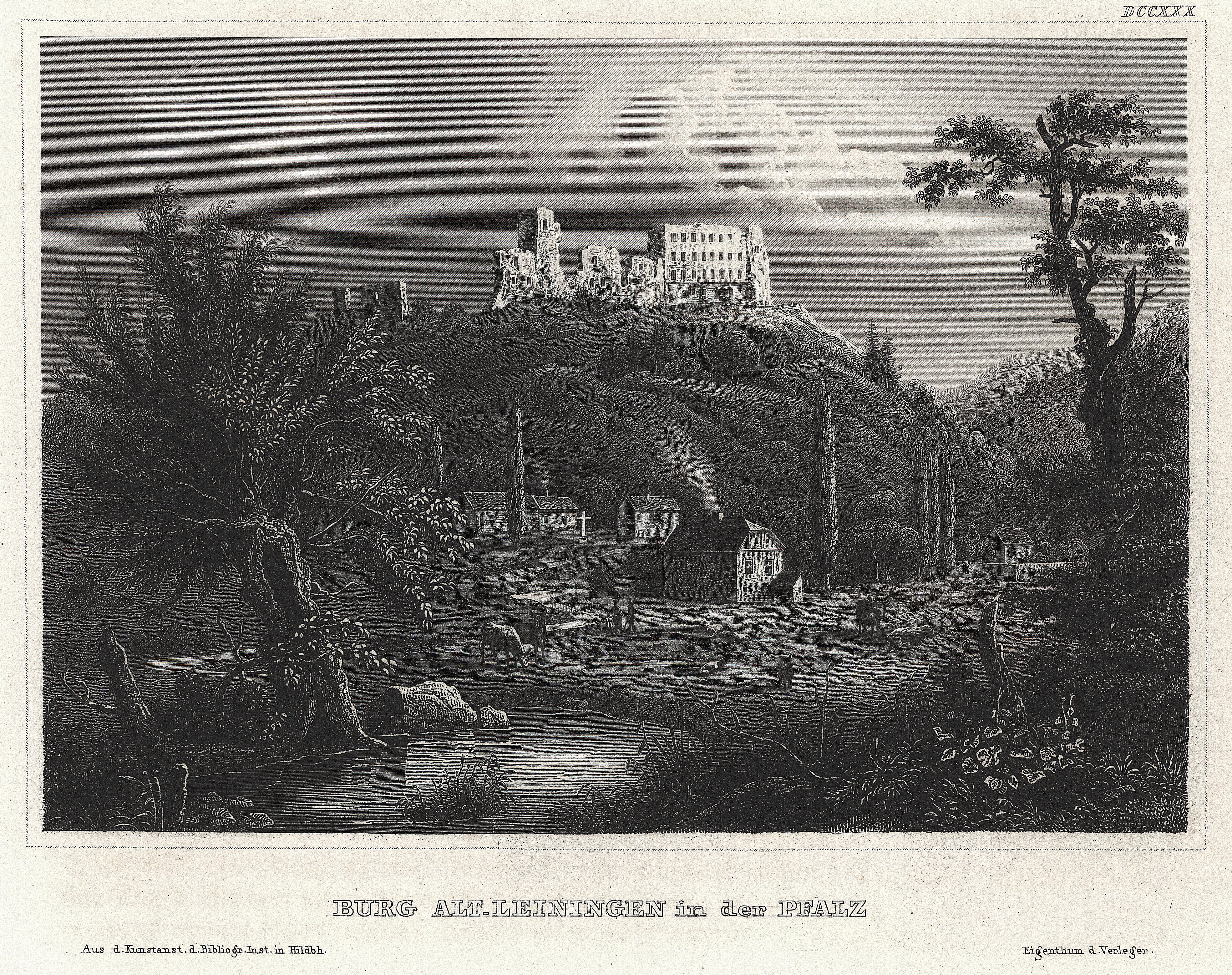
Stahlstich, 1854
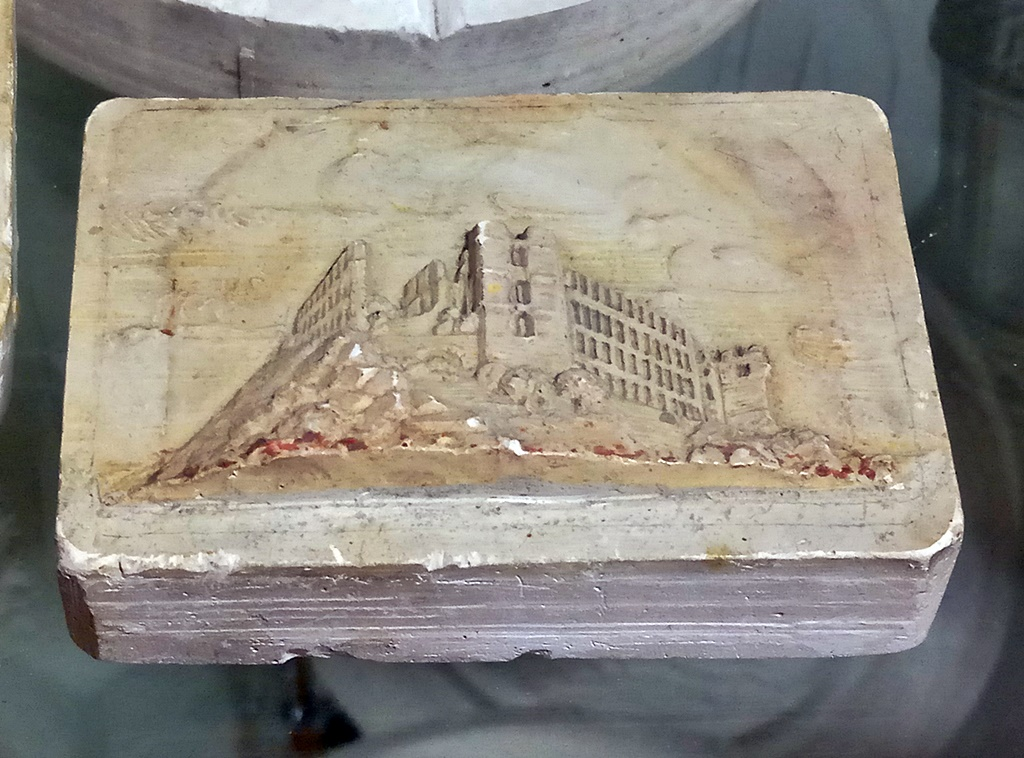
Form der Steingutfabrik Grünstadt, Mitte 19. Jh.

Um das Jahr 1600 wurde zur Wasserversorgung ein Stollen tief in den Fels unterhalb der Burg getrieben. Der aus dem Stollen gespeiste 20-Röhren-Brunnen ist heute der stärkste Wasserlieferant des Eckbachs.
1690 wurde die Burg im Pfälzischen Erbfolgekrieg durch französische Truppen zum zweiten Mal und endgültig zerstört. Danach diente sie bis in die Mitte des 19. Jahrhunderts hinein als Steinbruch, bis die Regierung des Königreichs Bayern diese Abtragung verbot. Bis 1933 verblieb das Gelände im Besitz der Leininger Grafen (Linie Leiningen-Westerburg-Altleiningen), ehe es das damalige Bezirksamt Frankenthal erwarb. 1962 wurde die Ruine unter Denkmalschutz gestellt und der Schlosstrakt in den darauffolgenden sechs Jahren wieder aufgebaut. Dabei wurden die verbliebenen Mauerreste mit einbezogen, insbesondere auch im Südosten die markante, weithin sichtbare Palasmauer mit ihren drei Fensterstockwerken. Diese ist auf dem Stahlstich von 1840 noch freistehend zu sehen.

## Heutige Nutzung

### Freizeit

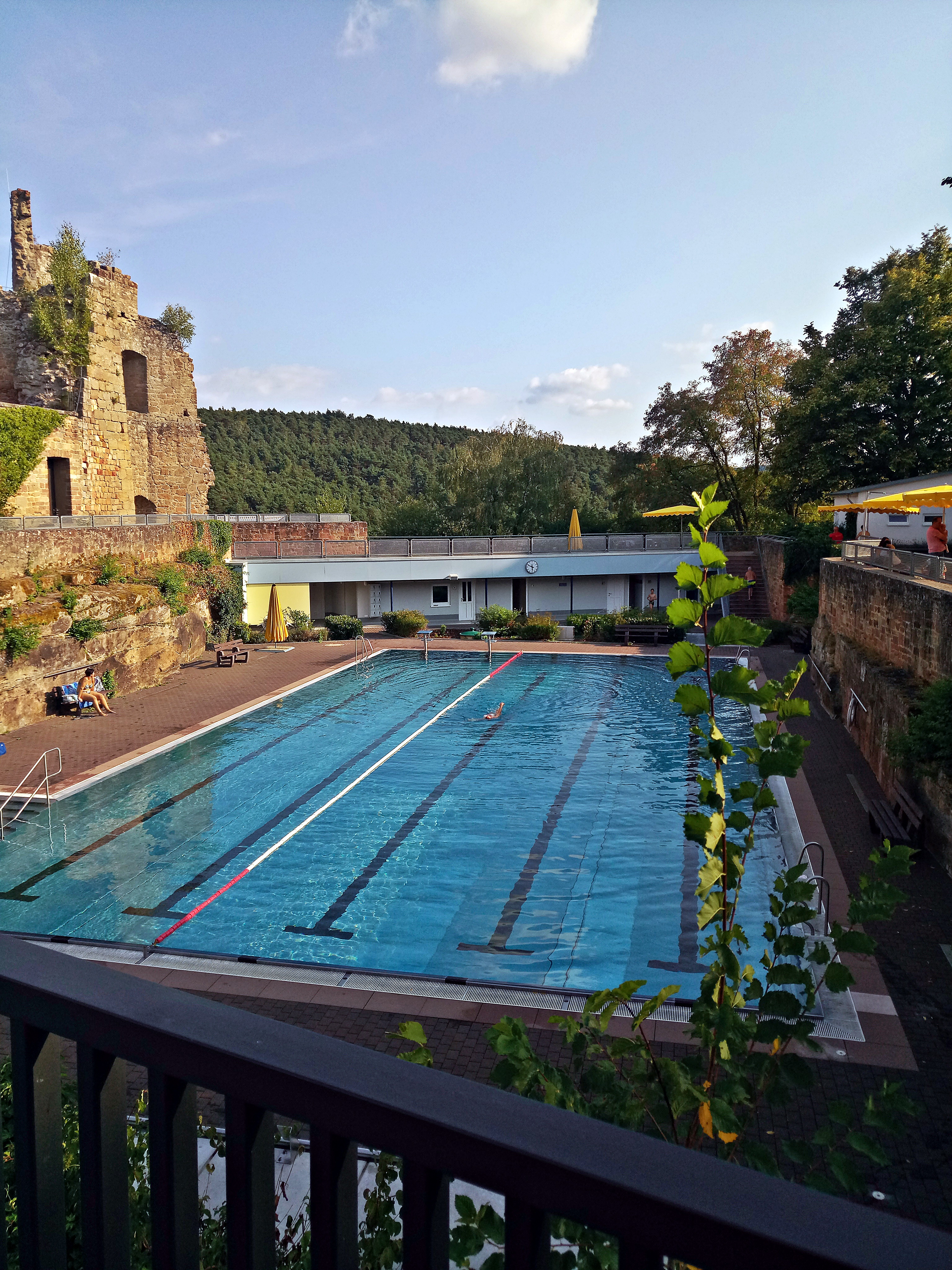
Schwimmbad im ehemaligen Burggraben

In die in Teilen wieder aufgebaute Burg wurde 1968 eine Jugendherberge integriert, die zwischen 1998 und 2000 von Grund auf modernisiert wurde. Bei dieser Renovierung erhielt die Burg auch wieder ein Satteldach; vorher hatte sie ein einfaches Flachdach im Stil der 1960er Jahre besessen. Der Rittersaal wird als Speiseraum genutzt; ein weiterer Gastraum ist die Burgschänke mit Sommerterrasse.
Der Hauptgraben wurde zu einem öffentlichen Freibad umgestaltet. Dieses wurde im 1. Halbjahr 2005 nach Renovierung und Neugestaltung neu eröffnet und besteht seither in der heutigen Form.

### Kultur
Die überdachte „Ehrenhalle“, ein durch Arkaden zum Burghof hin abgetrennter Raum, bietet rund 220 Besuchern Sitzplätze. Dort führt seit 1980 das Amateurtheater der Burgspiele Altleiningen alljährlich in den Sommermonaten anspruchsvolle Theaterstücke auf. Dies sind sowohl klassische als auch moderne, häufig auch – wegen des passenden Ambientes – solche mit historischem Bezug.

### Natur
Die Gewölbe des Burgkellers beherbergen das größte Vorkommen freilebender Fledermäuse in Deutschland; 2015 waren es etwa 400 Tiere der Art Großes Mausohr. Aus Gründen des Biotopschutzes ist allerdings Burgbesuchern der Zugang verwehrt.

Außenansichten
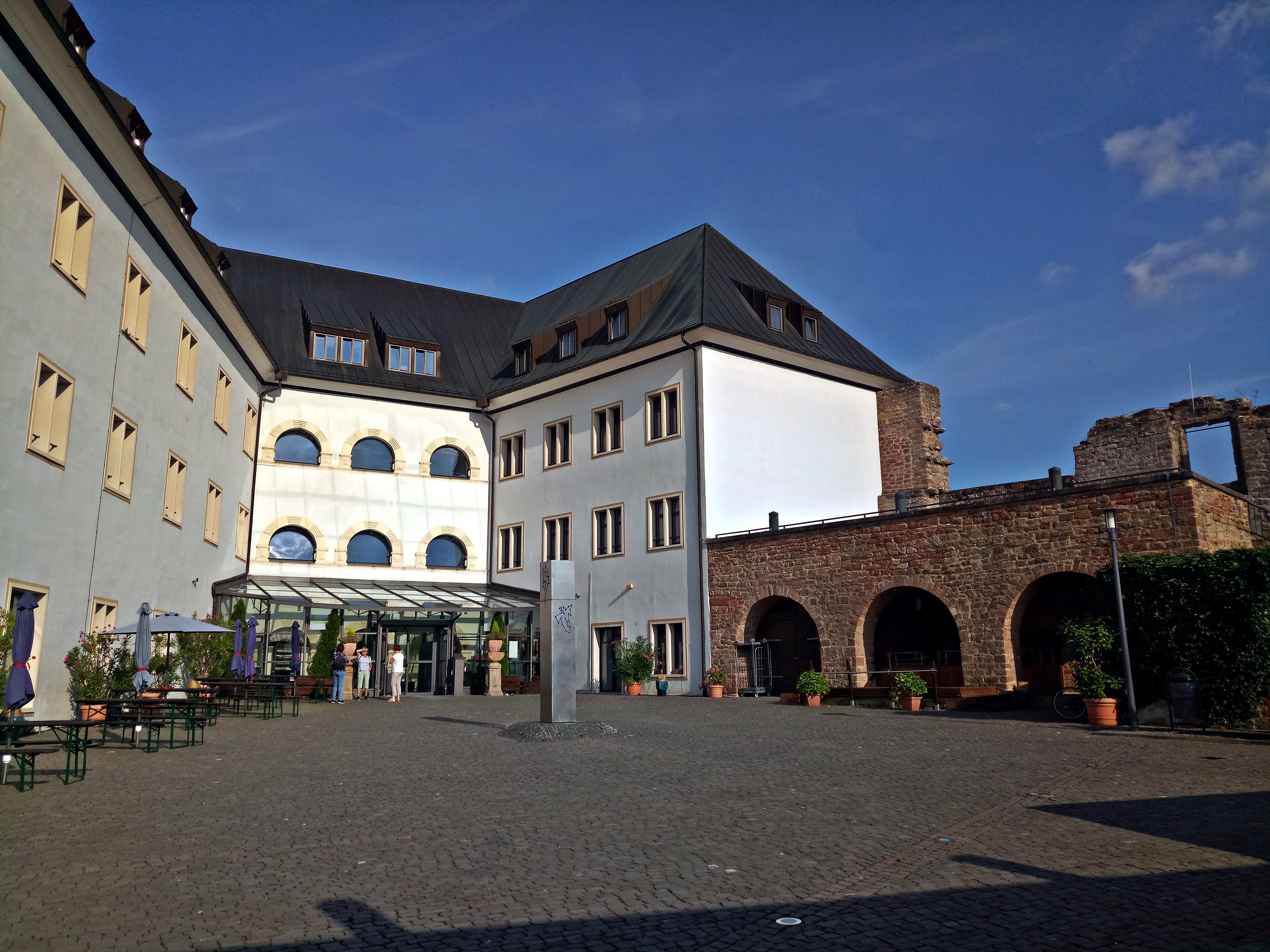
Kernbereich der Burg: heute Jugendherberge, rechts Ruinenrest
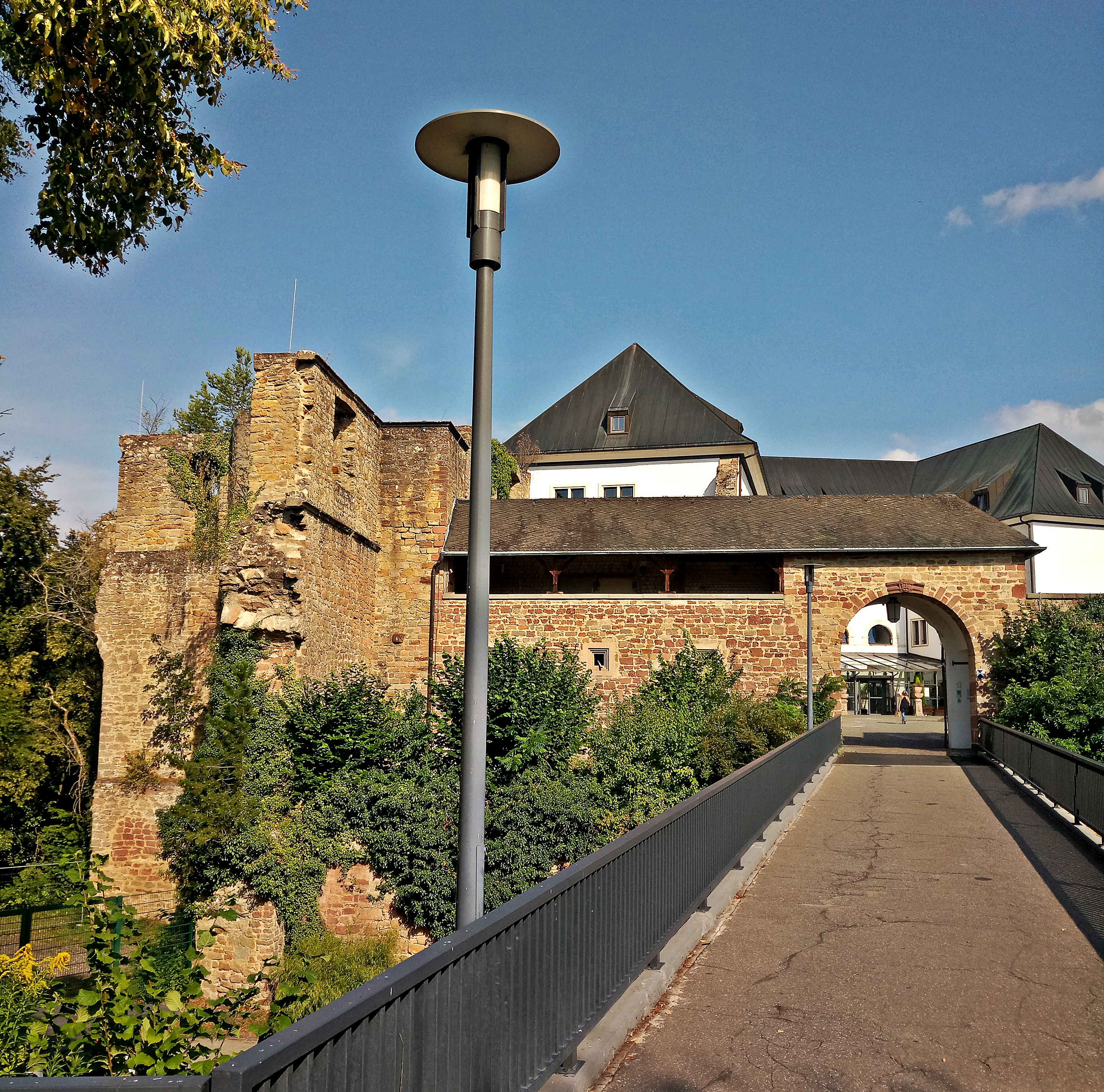
Westen
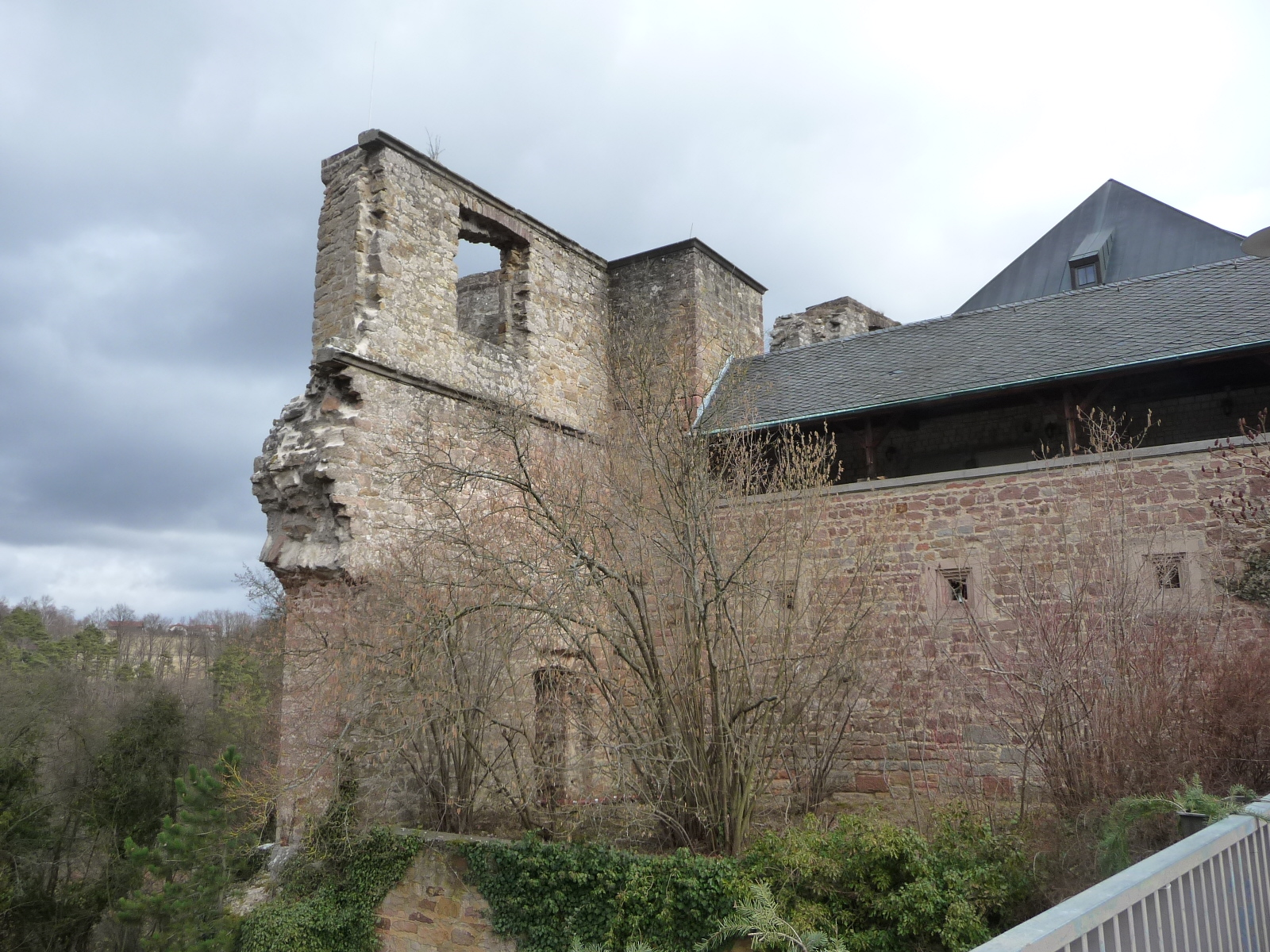
Nordwesten
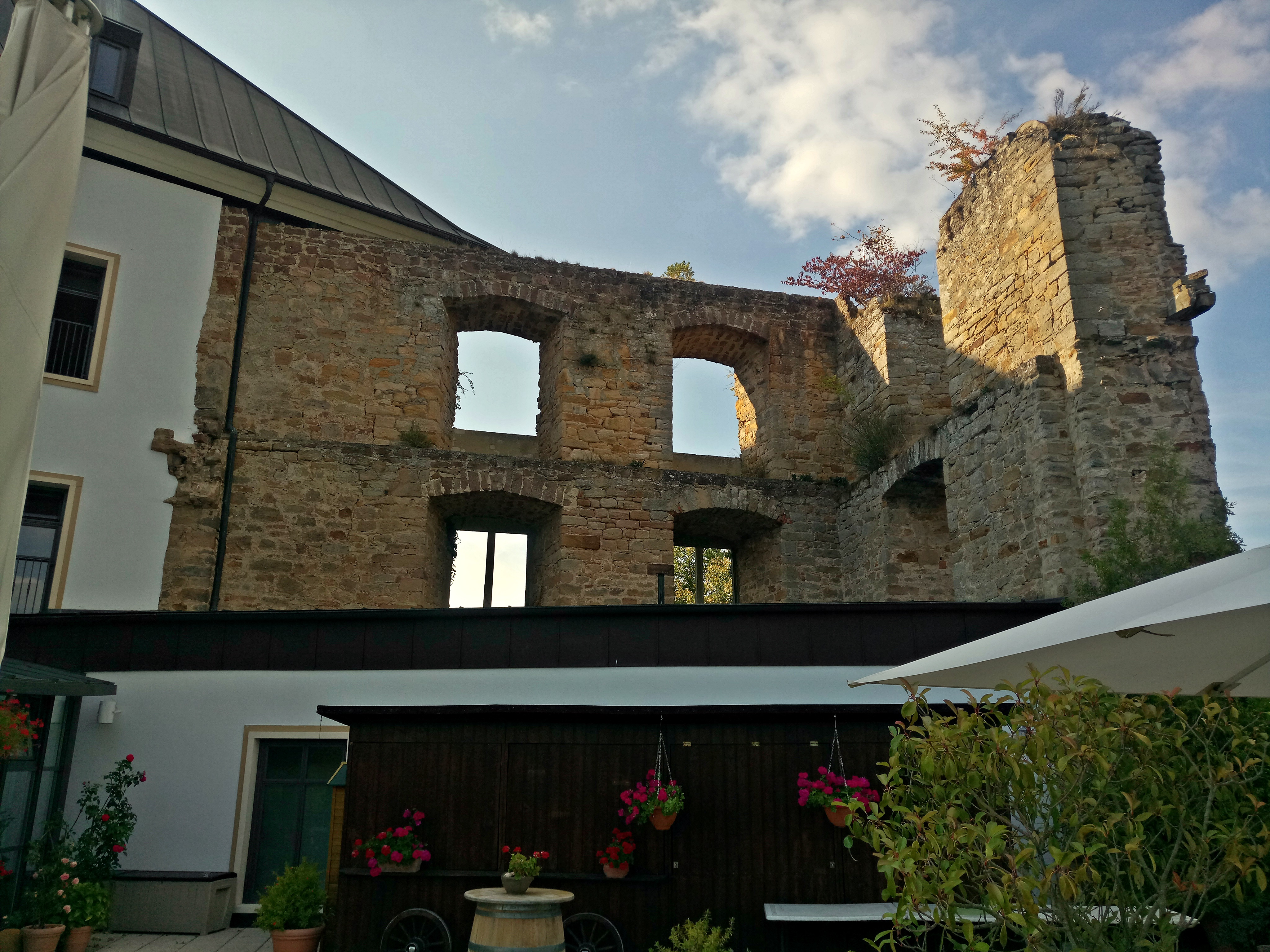
Osten
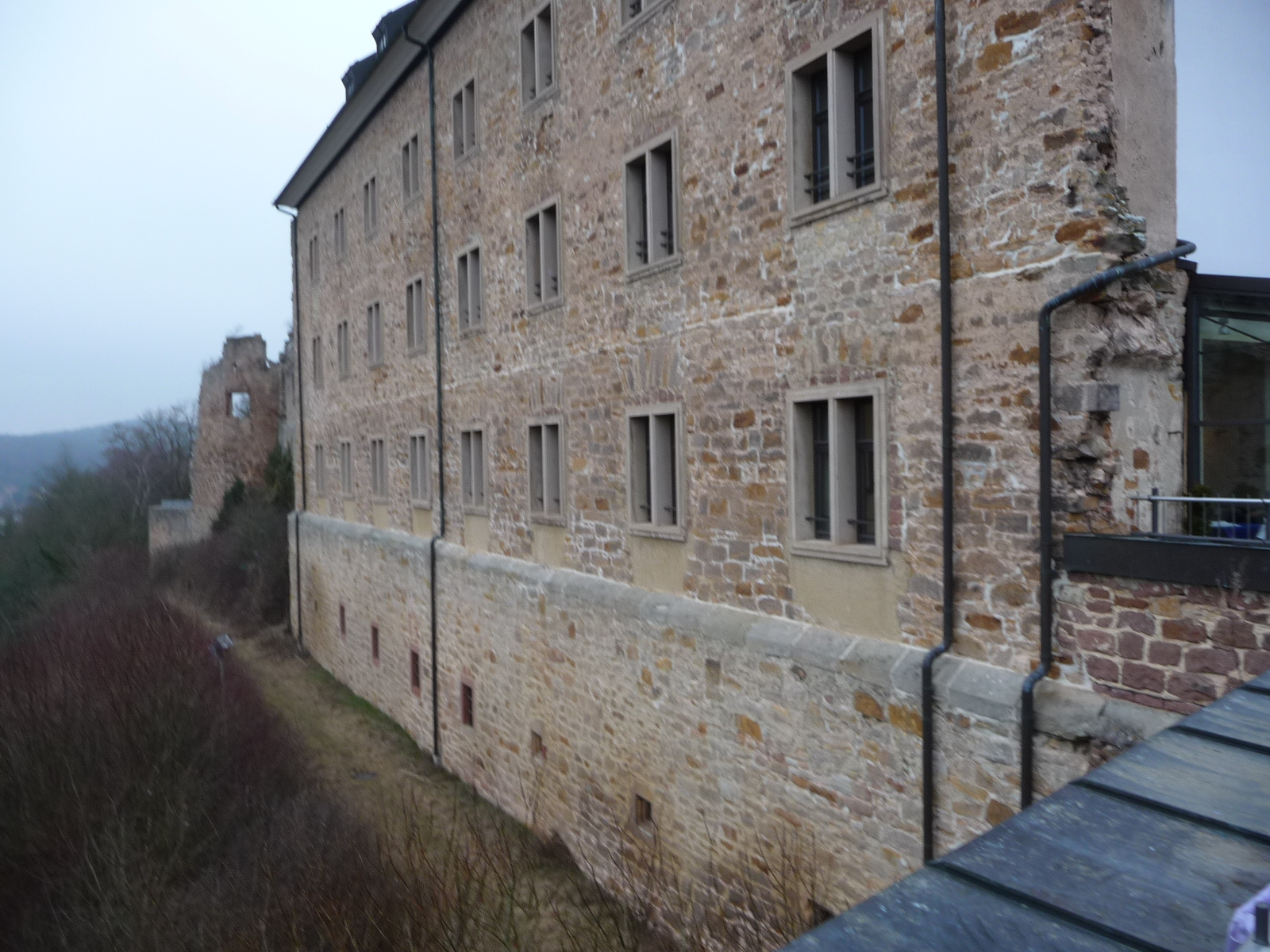
Süden

Innenansichten
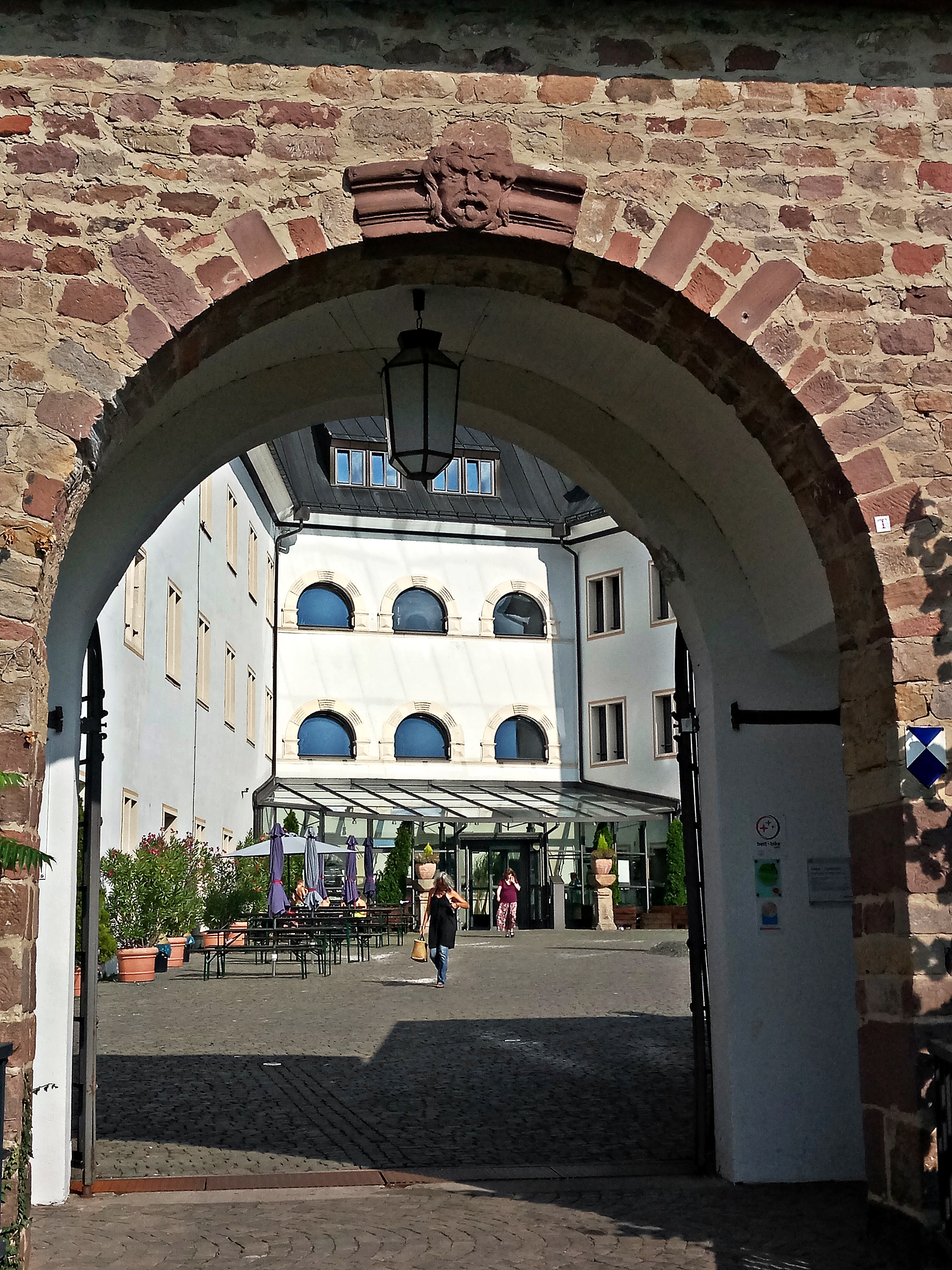
Innenhof durchs Burgtor
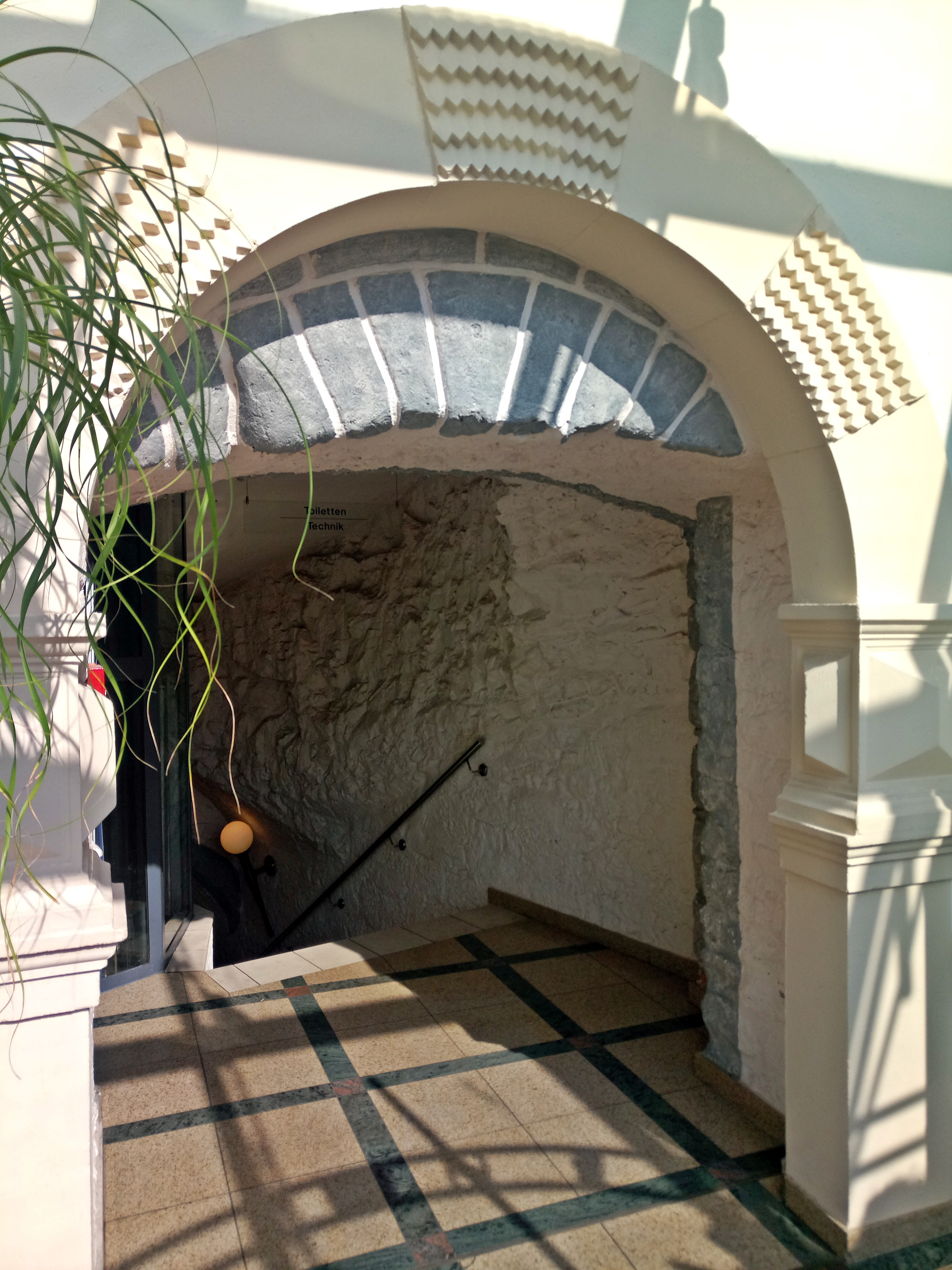
Pforte vom Burghof ins östliche Hauptgebäude
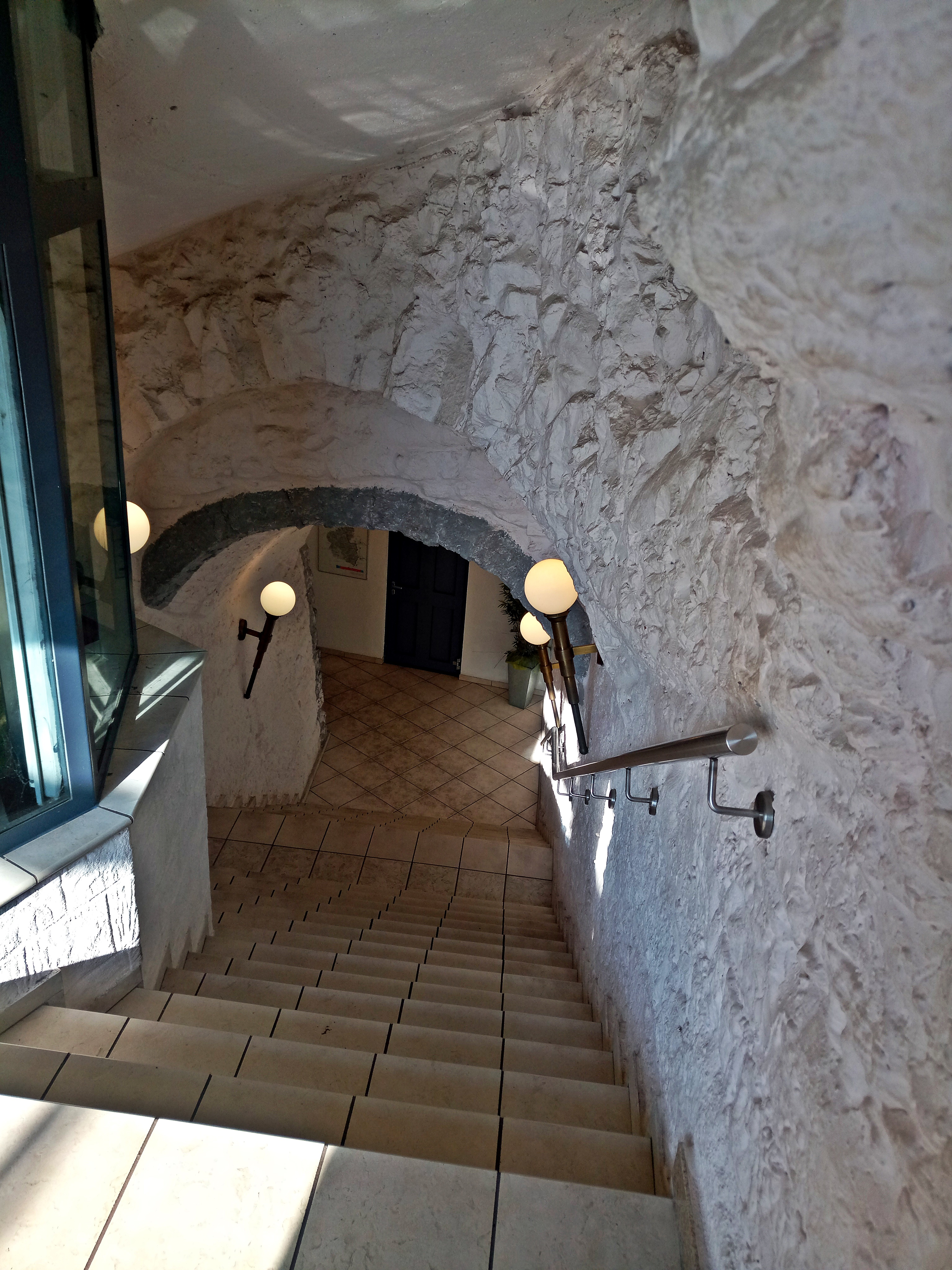
Abgang ins Kellergeschoss